# Neostege holoxutha
Neostege holoxutha är en fjärilsart som beskrevs av George Francis Hampson 1910. Neostege holoxutha ingår i släktet Neostege och familjen Crambidae. Inga underarter finns listade i Catalogue of Life.